# Figi ai XV Giochi olimpici invernali
Le Figi parteciparono ai XV Giochi olimpici invernali, svoltisi a Calgary, Canada, dal 13 al 28 febbraio 1988; l'unico atleta della delegazione era Rusiate Rogoyawa, impegnato nello sci di fondo.

## Risultati

### Sci di fondo
| Evento         | Atleta           | Tempo | Pos. |
| 15 km maschile | Rusiate Rogoyawa | -     | 83º  |